# В едемському саду
«В едемському саду» — науково-фантастичний роман американської письменниці Кейдж Бейкер 1997 року. Незважаючи на те, що дія повністю розгортається в XVI столітті, в Іспанії та Англії, це науково-фантастична історія, що обертається навколо діяльності групи безсмертних кіборгів, людей, які здаються людьми, але були перетворені високими технологіями.
Мендоза — кіборг, якого, як і інших подібних, у дитинстві врятували від вірної смерті та перетворили на безсмертну машину, а потім примусили працювати на «Компанію». Вона любить свою роботу і ненавидить «смертних». Усе змінюється, коли під час своєї першої місії вона зустрічає кохання та дізнається, яку жахливу ціну заплатила, щоб жити вічно.
Американський ілюстратор Майкл Кельш намалював обкладинки перших трьох романів Бейкера із серії «Компанія», починаючи з «В едемському саду».

## Введення сюжету
Цей роман є першим у серії про «Компанію» та її слуг, людей та інших. Серіал продовжується фільмами «Небесний койот», «Мендоза в Голлівуді», «Гра на кладовищі» та «Життя майбутнього світу». Збірка Чорні проекти, Білі лицарі складається з історій компанії, а в збірці Мати Єгипет та інші історії є алюзії.
Історію розповідає Мендоза, ботанік-кіборг. У вступі вона описує організацію XXIV століття під назвою Dr. Zeus Inc. або просто «Компанія». Компанія володіє секретами безсмертя і подорожей у часі. На жаль, лікування безсмертя можна використовувати лише для маленьких дітей; а подорож у часі складна, дорога і можлива лише тоді, коли йдеш у минуле та повертаєшся у свій час. Історію змінити неможливо.
Доктор Зевс використовує цю технологію просто для того, щоб збагатитися. Подорожуючи далеко в доісторію, компанія створює власних безсмертних агентів-кіборгів, які потім мають місію збереження культурних артефактів та інших цінних предметів для продажу в XXIV столітті. Зазвичай ці предмети ховають у безпечних місцях, але, наприклад, у випадку з вимерлими видами, вони зберігаються в секретних схованках Компанії, якими керують кіборги. У XXIV столітті компанія «знаходить» давно втрачені предмети та продає їх.
Очікується, що кіборги прибудуть у XXIV столітті старомодним шляхом, переживши тисячоліття, що відбулися. По дорозі вони можуть створити більше кіборгів із тих, хто інакше помер би дитиною.

### Пояснення назви роману
Мендоза та її супутники вирушають до Англії, в графство Кент, маєток сера Волтера Ідена, який зберігає колекцію екзотичних рослин в огородженому саду. Завдання Мендози — взяти генетичні зразки. Маєток Ідена також включає відтворення місця, де Александр Іден, кентський шляхтич, захопив і вбив Джека Кейда, лідера повстанців під час громадянських воєн у попередньому столітті. Александр Іден і Джек Кейд є історичними особами, а також персонажами п'єси Вільяма Шекспіра «Генріх VI, частина 2». Вигаданий сер Волтер, можливо, придбав титул і маєток, а не успадкував їх.

## Короткий зміст сюжету
Мендоза розповідає, як її дитиною викрали з інквізиції в Іспанії, після того, як її справжні батьки спочатку продали якимось «благородним християнам», які хочуть її використати для язичницьких обрядів, але натомість її заарештовують. У в'язниці її називають Мендоза, за ім'ям, яке використовували язичники. Вона не пам'ятає, щоб коли-небудь мала власне ім'я до цього, батьки просто називали її «дочка» (hija іспанською). Вона навіть не знає ні свого прізвища, ні назви свого села. Одним із інквізиторів є Джозеф, кіборг, який може доставити її своїм колегам-агентам для «збільшення».
Для своєї першої місії через 15 років вона повертається до Іспанії. Хоча вона отримала освіту ботаніка і хоче відправитися в Новий Світ, їй доводиться проводити час в Європі в експедиції до Англії. Вона дізнається, що лідером експедиції є Джозеф, кіборг, який врятував її. Йому близько 20 000 років, він був завербований з Баскського регіону в дитинстві, коли його село було вбито. Джозеф є фасилітатором, «фіксатором», головним агентом. Він також втомлений світом, цинічний і нешанобливий. Його пристрасть — це робота, як і всі кіборги, але він також має глибоко вкорінену ненависть до релігійного фанатизму, частково через те, що його батьки були вбиті культом, частково через те, що він бачив за своє довге життя. До групи також входять Нефер, спеціалізується на сільськогосподарських тваринах, і Флавій, технік.
Місія полягає в поїздці до Англії в складі супроводу іспанського принца Філіпа, який збирається одружитися з королевою Марією. Потім вони відправляться в маєток сера Волтера Ідена в Кенті, якого переконали дозволити їм спробувати рідкісні рослини зі свого саду. Все це не влаштовує Мендозу. Вона вже смертельно боїться всіх «смертних», як вона їх називає, і її ще більше лякає перспектива потрапити до холодної, вогкої, жорстокої та охопленої хворобами Англії.
Коли вони прибувають, без Флавія, який залишається в Лондоні, дві речі швидко змінюють її думку. Одна з них — живопліт з Ilex tormentosum, або падуба Юлія Цезаря, рослини з величезними лікувальними властивостями. Ця рослина вже рідкісна, а в майбутньому вимирає. Інший — Ніколас Гарпол, секретар сера Волтера. Ніколас «високий навіть для англійця» і має коняче обличчя, але дуже розумний і добре освічений. Вона відразу приваблює його, і Джозеф, який завжди шукає переваги, спонукає її спокусити Ніколаса. Вона це робить і поселяється надовго, вирішивши, що сад повний незвичайних рослин, на каталогізацію яких знадобляться роки.
Виявляється, у Ніколаса темне минуле, оскільки він був членом екстатичного християнського культу, який практикував сексуальну свободу. Вирішивши, що лідер секти просто експлуатує своїх побратимів, він відколовся і почав проповідувати радикальні ідеї, за що був заарештований і посаджений в кайдани. Незважаючи на те, що Ніколас незаконнонароджений, у нього були друзі з хорошими зв'язками, і його звільнили із застереженням більше не грішити.
Мендоза також має проблеми. Коли вона дорослішає, вона виявляє, що випромінює «випромінювання Крома», психічне поле, яке може мати непередбачуваний вплив на час і простір. Передбачається, що це неможливо для кіборгів, яких перевіряють на такі здібності під час вербування (у пізнішій історії компанії ми дізнаємося, що Джозеф спровокував підробку тестів, оскільки в іншому випадку Мендозу закатувала б до смерті інквізиція).
Під час розвитку роману її все більше роздирає любов до Ніколаса та потреба брехати йому, грати призначену їй роль. Сам Ніколас з підозрою ставиться до Мендози та її супутників. Старий сер Волтер Айден, якому Джозеф провів омолоджуючі процедури як плату за перебування, вирішує продати маєток і переїхати до Лондона. Вся сім'я вже вражена його перетворенням із хитрого старого в чоловіка середнього віку. Йосип розлючений, але нічого не може вдіяти. Тоді, поки домогосподарство описується для продажу, Джозеф постраждав у результаті нещасного випадку, в якому загинула б звичайна людина. Хоча він зі своєю звичайною майстерністю виходить із ситуації, що склалася, зрештою його виявляє Ніколас, який бачить, як він самостійно ремонтує свої внутрішні машини.
Ніколас, який був готовий до втечі з Мендозою, протистоїть їй, вважаючи його дияволом у людській подобі. Вона зізнається, що навіть у власних очах вона вже не людина. Ніколас тікає з маєтку.
Пізніше вона дізнається, що він повернувся до проповіді в Рочестері і був засуджений до спалення новою католицькою владою. Вона сама втікає до Рочестера, але не може переконати його відмовитися. У цей момент слідоми за Мендосою з'являється Жозеф. Зараз його єдина мета — не дати їй стати ренегатом Компанії. Він засуджує Ніколаса як ще одного фальшивого месію, який може вести інших до знищення разом із собою. Він відкриває Ніколасу, що прожив багато тисяч років і ще не бачив нічого схожого на Істину, яку проповідує Ніколас і йому подібні. Сказавши Ніколасу, що «з усіх підпалів, свідком яких я був, цей мені справді сподобається», він забирає Мендозу.
Наступного ранку вони стають свідками смерті Ніколаса. Повернувшись до маєтку Іден, Джозеф обіцяє посмикати за ниточки і добитися відправки Мендози в Новий Світ, як вона хотіла спочатку.
В останньому розділі Мендоза прибуває в Новий Світ у південноамериканських джунглях. Це таємна база Компанії, схожа на розкішний готель, де слугами є майя, врятовані від жертвоприношень. Вона поселяється у своєму новому кондиціонованому існуванні з невідомим майбутнім.

## Персонажі
- Мендоза, оповідач, є «хорошою машиною». Вона слухається своїх господарів, за винятком випадків, коли її серце, хоч би механічне воно було, каже інше. Насправді Мендоза не знає свого справжнього імені, оскільки в родині до неї зверталися лише як донька. Інквізиція називає її Мендоза, прізвище жінки, яка прикинулася її матір'ю.
- Джозеф, Посередник, який «завербував» Мендозу для Компанії, є стародавнім оперативником, хитрим старим лисом, який помилково вважає, що світ не залишив для нього сюрпризів.
- Ніколас Харпол — високий, розумний, побожний англієць із темним минулим. Вважається, що він рідний син якогось невідомого шляхтича, вихований прийомними батьками та дав добру освіту таємничому батькові. Хоча людина свого часу, він має незвичайні ідеї, які, якщо поділитися з не тими людьми, небезпечні як для нього, так і для них. У цьому він щонайменше на 200 років випередив свій час. Він володіє кількома мовами, як класичними, так і сучасними. Коли не працює на сера Волтера, він проводить свій час у напруженому навчанні, перегортаючи сторінки своїх книг із машинною регулярністю, вбираючи текст. У деяких аспектах він здається надлюдиною, більше схожим на кіборгів Компанії, ніж на людей, на яких він працює. У міру розгортання саги Мендоза та Джозеф дізнаються, наскільки він насправді інший.

## Відгуки
Kirkus Reviews оцінив його як «дуже вражаючий і повністю захоплюючий» і «виблискуючий дотепністю». Publishers Weekly виявив, що це «жваве» і «приємне читання» для шанувальників історій про подорожі в часі, з «надійними та детальними» персонажами та місцем дії, але він порушив його темп і «надзвичайно надуману» передумову.